# Великий Кунинець

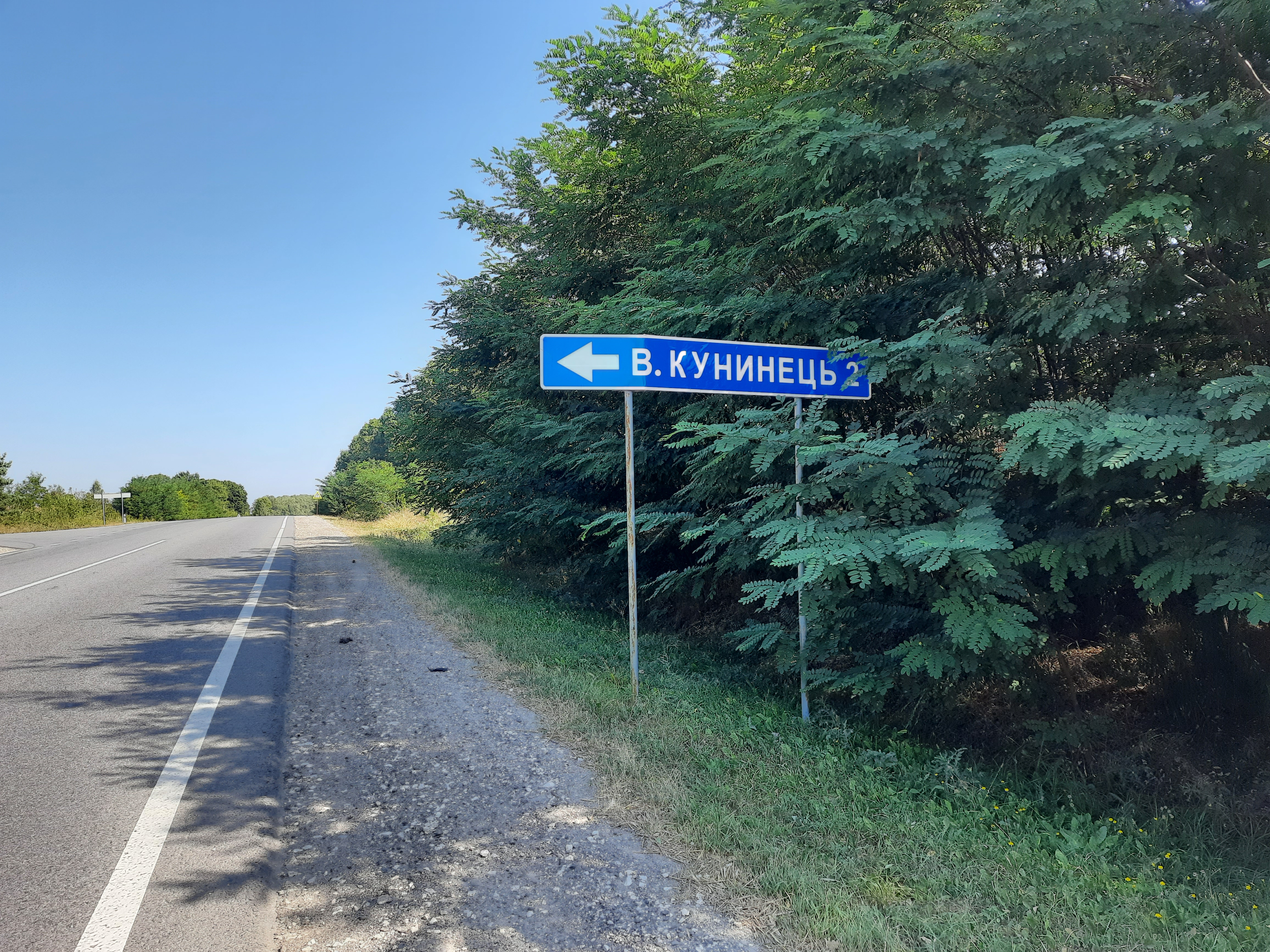
Дорожній знак при повороті на село

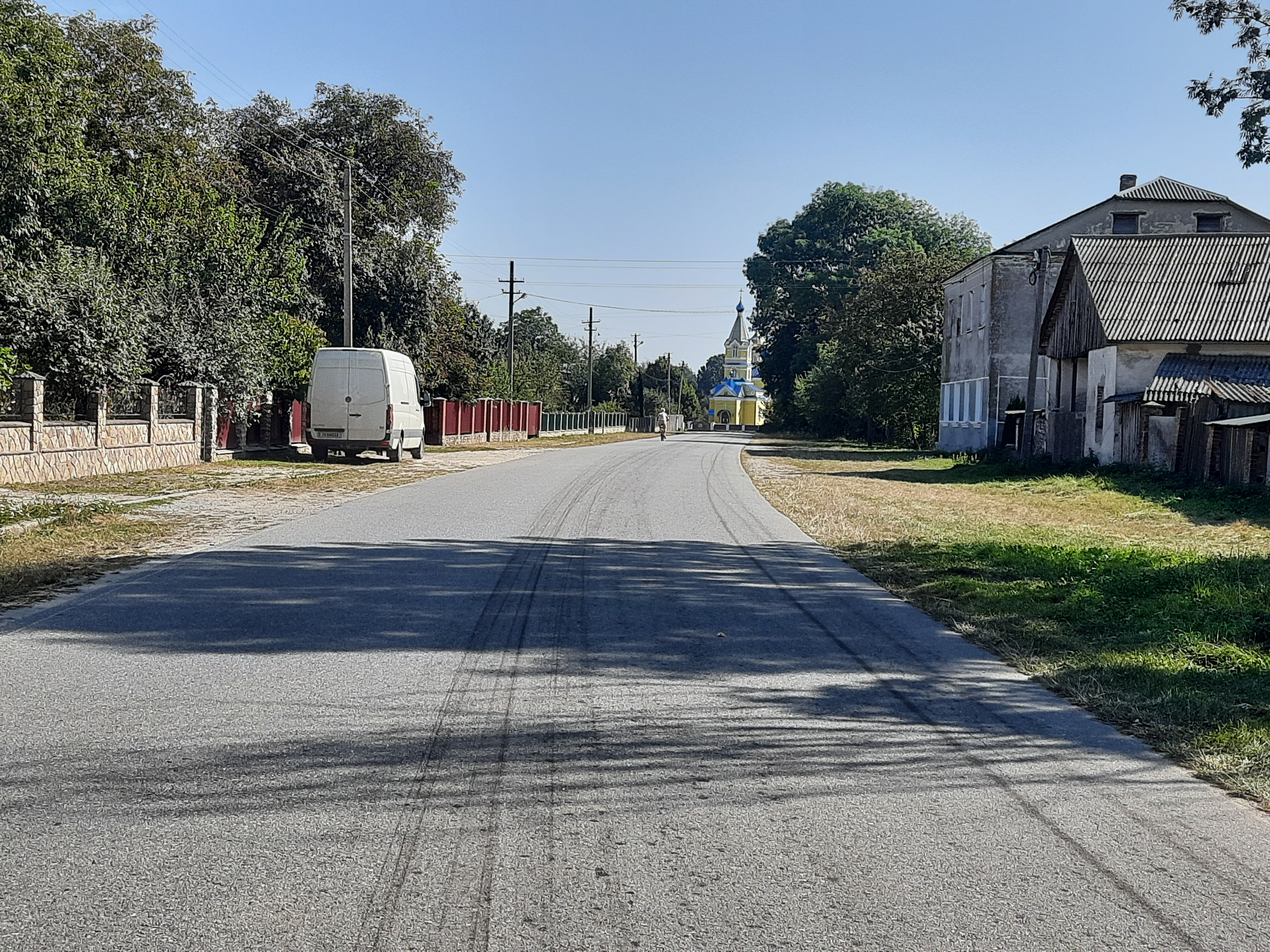
Центральна вулиця

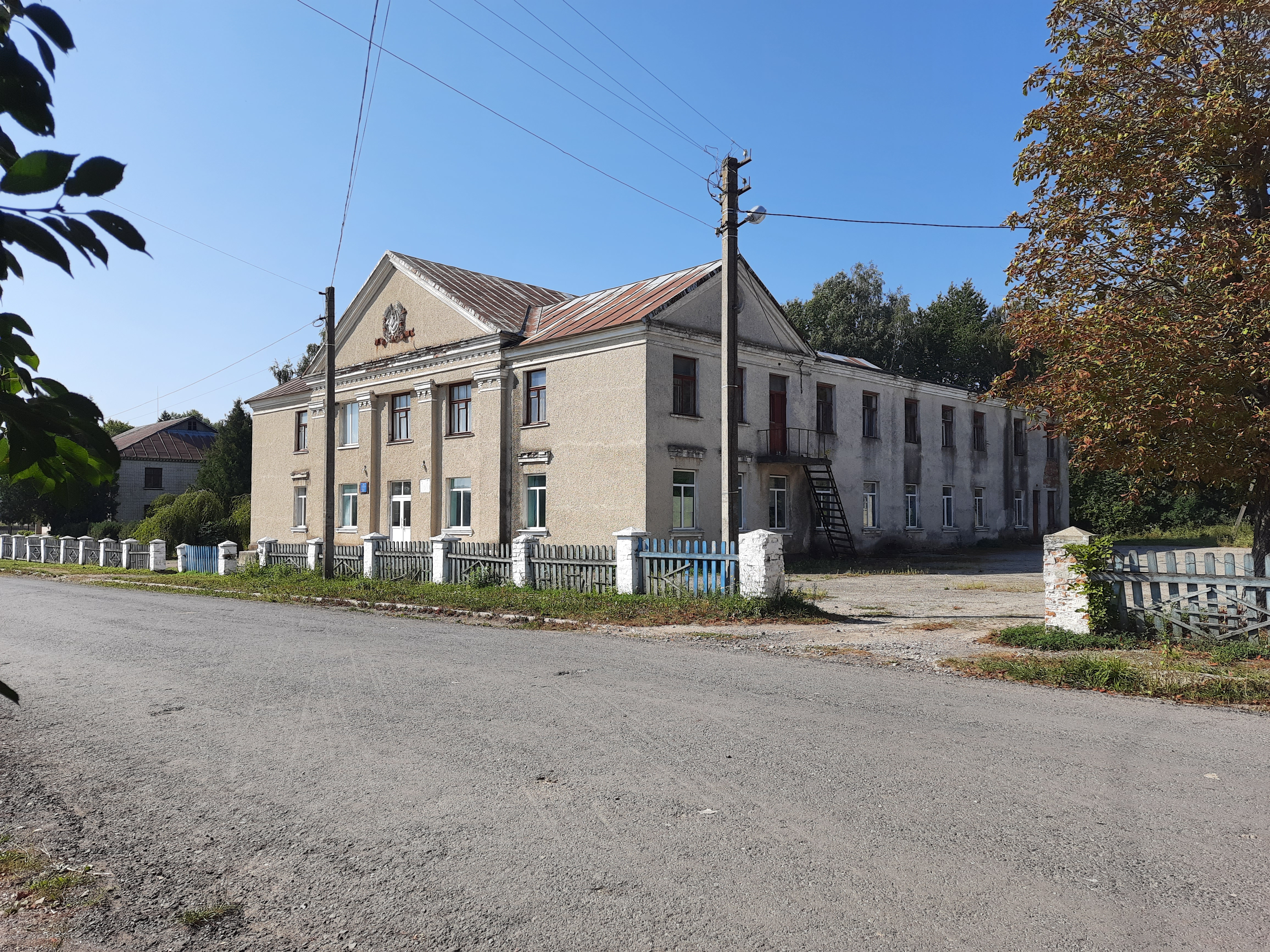
Будинок культури

Вели́кий Куни́нець — село в Україні, у Вишнівецькій селищній громаді Кременецького району Тернопільської області. Розташоване на півдні району. До 2020 - центр сільської ради, якій було підпорядковане село Малий Кунинець.
Біля населеного пункту є хутір Дубини. У селі налічується 374 двори. Населення — 968 осіб (2012).

## Географічне положення[1]

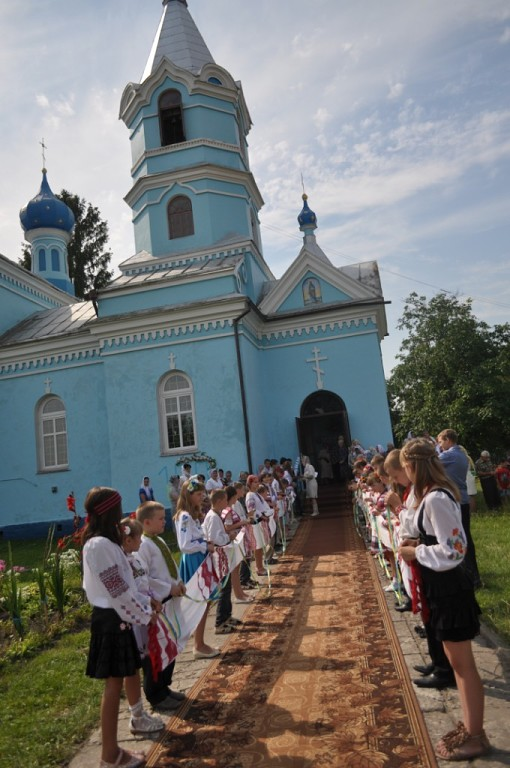
Церква Різдва Пресвятої Богородиці

Село Великий Кунинець розташоване на відстані  15 км від районного центру і найближчої залізничної станції м. Кременець. Село межує із селами: з західної сторони с. Малий Кунинець, з північної сторони з с. Горинка ; з південної сторони з смт. Вишнівець; з східної сторони — центральна траса Брест — Чернівці. Біля населеного пункту є хутір Дубини. Село має витягнуту форму з півночі на південь і лежить в межах Подільської Височини. Географічні координати 49º 58´ пн. ш. і 25º45´ сх. д.

## Природні умови довкілля[2]

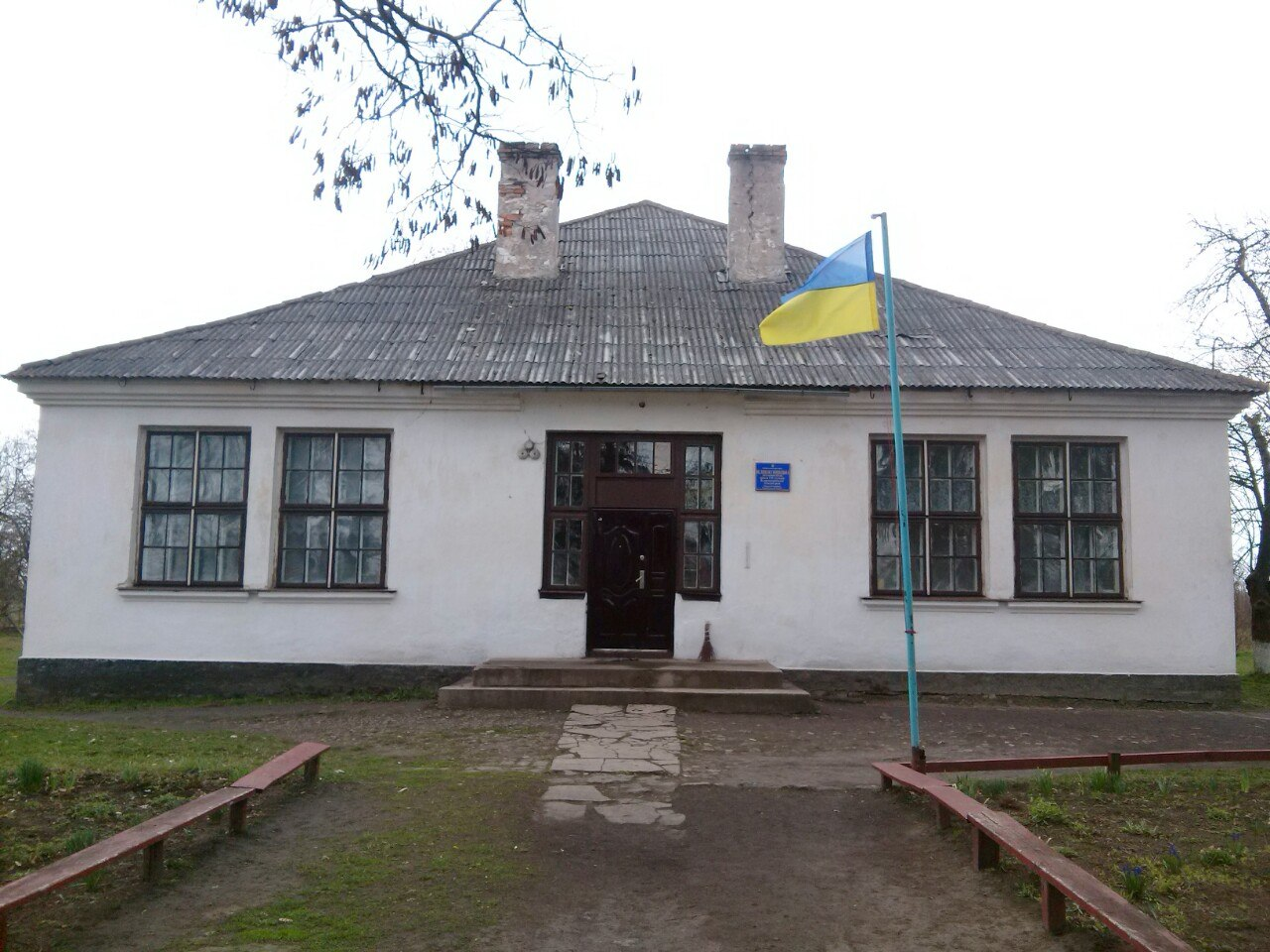
Великокунинецька ЗОШ I—II ступенів

Рельєф горбистий. В північно-західній частині села є басейн бурого вугілля, але через його молодий вік промислове видобування не проводиться. Водних об'єктів на території села немає, ґрунтові води знаходяться на досить значній глибині. Село лежить в зоні помірно-континентального клімату, з нежарким літом, м'якою зимою і достатньою кількістю опадів. Середня температура липня — +16-18ºС, січня — -8ºС. Опадів випадає 650—700 мм на рік. Село розміщене в зоні лісостепу. На заході села знаходиться посадковий хвойний ліс, а в північній і східній частині — мішані ліси. В господарському відношенні село розміщене у вигідному положенні: поблизу траси, незначна відстань до районних центрів, області.

## Історія[3]
Село Великий Кунинець відоме від першої половини XVII століття. Між жителями ходить легенда, що село має назву Великий Кунинець через те, що в лісах поблизу села водилося багато куниць. Колись його територія була не такою, як тепер. Навкруги села було багато лісу. Одна частина його належала панові Я. Вишнівецькому, а друга частина лісу належала пану Бобрику.
В селі розвивалося сільське господарство, а поряд з ним і ремесло. Багато селян займалися гончарством і ткацтвом. В минулому населення нашого села, як і всієї Тернопільщини, було силоміць відірване від решти українського народу. Зазнавало жорстокого соціального і національного гноблення іноземних загарбників та місцевих експлуататорів. Зубожіння широких мас трудящого селянства досягло таких розмірів, що навіть предмети першої потреби — сіль, цукор, сірники, гас — стали для нього предметами розкоші.
Низький життєвий рівень, хронічний голод, безробіття змушували селян масово маневрувати за кордон у пошуках кращого життя. Селяни емігрували в Америку, Аргентину, Канаду, Англію. З села виїхало за кордон понад 30 сімей. Багато з них повернулися назад, не знайшовши щастя за океаном. Селяни мали одну пару взуття на всю сім'ю, пішки ходили до Кременця  і там стояли по дві доби в чергах, щоб можна було купити буханку хліба для всієї сім'ї.
У грудні 1917 року у селі проголошено радянську владу. У червні-липні 1919 року, липні-вересні 1920 року тривало радянське будівництво. Радянська влада проіснувала недовго. Під тиском переважаючих сил польських інтервентів війська Червоної армії відступили на Збруч. Уряд буржуазно-поміщицької Польщі почав насаджувати колоніальний режим. Колонізаторська політика Польського уряду на західноукраїнських землях яскраво проявилася в широкій роздачі земель польським колоністам-осадникам, у яких польський уряд вбачав опору у боротьбі проти виступів українців. Нещадно переслідувалась українська культура.  Уряд Польщі відкривав свої школи на території України.
В нашому селі була Польська школа, яка знаходилась в будинку жителя Павлюка Івана Трохимовича. Навчались у цій школі польською мовою. Заможні селяни посилали своїх дітей туди вчитися, а бідняки ходили в школу лише до морозів, тому що не мали в що взутися.
На найкращих землях жили поляки, вони мали власні маєтки, свої школи і клуби. У нас на полях за селом ще залишилися дворища, де були польські маєтки. Їх налічувалося понад 20. Поляки називали свій клуб — «Дом Льодовий», там грала музика, організовувалися танці.
На 1936 рік село входило до ґміни Вишневець Кременецького повіту.

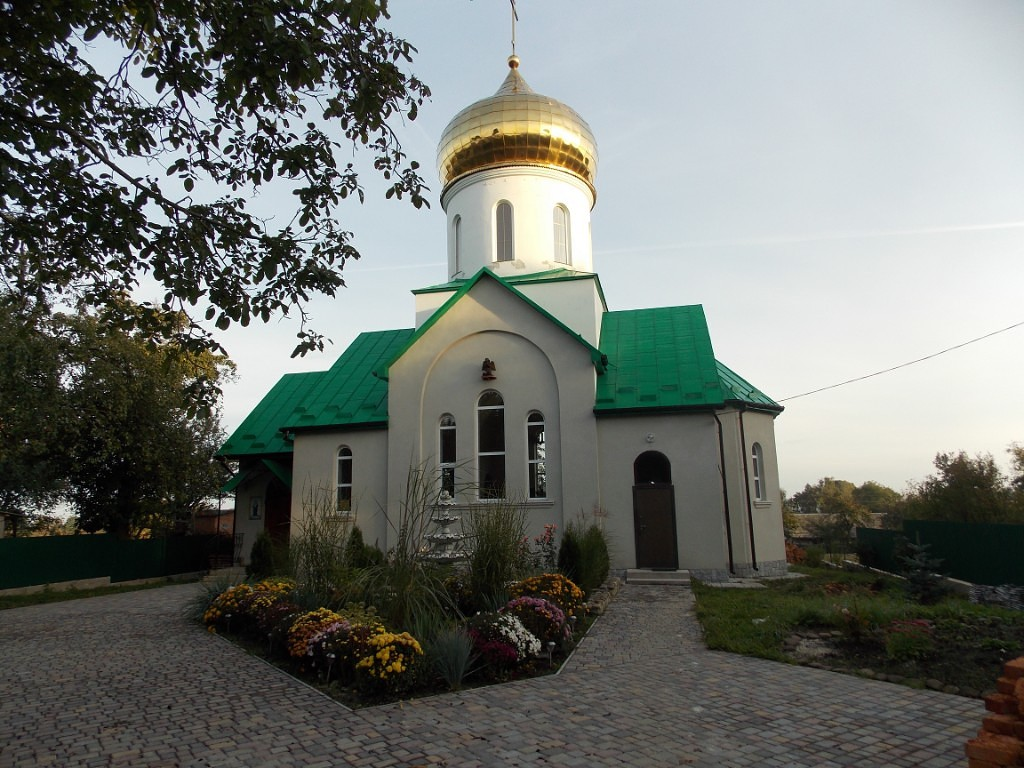
Храм Різдва Іоанна Предтечі

Тривала боротьба нашої області за соціальне і національне визволення. 17 вересня 1939 року Червона армія перейшла річку Збруч і вступила на землі Західної України, де встановила Радянську владу. Возз'єднання західноукраїнських земель із Східною Україною поклало край злидням, відкрило трудящим шлях до заможного життя, шлях постійного зростання добробуту, культурного процвітання. За короткий термін зникло безробіття.
У селі Великий Кунинець було відкрито медпункт і пологовий будинок. Спочатку вони були розташовані в будинку жителя села Гриваса Олександра, а в 1952 році їх перенесли в будинок, де проживав священик.
Мирну, творчу працю трудящих, які вже пізнали радість вільного життя, перервав віроломний напад гітлерівської Німеччини. Як і всьому українському народу, жителям нашого села довелося пройти ще через одне велике випробування — війну. На фронтах Великої Вітчизняної війни боролися проти фашистів 218 жителів. За бойову доблесть 212 фронтовик одержав урядові нагороди. На вшанування 85 загиблих односельців у селі в 1967 році споруджено пам'ятник «Невідомому солдату» (скульптор В. Афонічев). Понад 70 років минуло від закінчення Другої світової війни, а рани все ще ятряться, а серце щемить, завмирає. Вогняна віхола боляче обпалила кожну нашу сім'ю. Майже в кожній сім'ї не дочекались батька чи матір, сина чи дочки, сестри чи брата. Багато загубились на чужині. Діти виросли сиротами, у нестатках і смутку, не зігріті батьківською ласкою, теплом родинного вогнища. Та благословенні на добро і щастя вони вижили і зберегли в душах своїх пам'ять про тих, хто ціною власного життя допоміг відстояти найдорожче на землі — мир і свободу.
За роки тимчасової окупації гітлерівці заподіяли величезних збитків народному господарству і населенню. Окупанти грабували село, вивозили худобу, людей в Німеччину. Фашисти руйнували все, що було надбанням радянського народу. З особливою ненавистю нищили гітлерівці пам'ятки історії та культури українського народу. Вони руйнували клуби, бібліотеки, школи і лікарні. Найцінніші пам'ятки старовини вивозилися до рейху.
Жителі міст і сіл мужньо боронили свою землю від лютого нападника. Зі зброєю в руках йшли до лав Червоної армії, діяли в Українській повстанській армії. Запеклі бої УПА вели з окупантами, українські патріоти на терор окупантів відповідали терором. Такі жителі села, як Мандзій Іван Якович, Мандзій Петро Якович, Климчук  Григорій Федорович, Ткачук Павло Михайлович і ще багато інших брали участь у визволенні від загарбників.
У липні 1944 року село було звільнено від окупації. Після закінчення війни село приступило до відбудови зруйнованого війною народного господарства. Відбудовувалась промисловість, сільське та житлово-комунальне господарство, медичні заклади, школа. Активно включалися в роботу, спрямовану на ліквідацію наслідків ворожої окупації, селянство.
12 червня 2020 року, відповідно до Розпорядження Кабінету Міністрів України від  № 724-р «Про визначення адміністративних центрів та затвердження територій територіальних громад Тернопільської області», село увійшло до складу Вишнівецької селищної громади.
19 липня 2020 року, в результаті адміністративно-територіальної реформи та ліквідації Збаразького району, село увійшло до складу новоутвореного Кременецького району.

## Населення

### Мова
Розподіл населення за рідною мовою за даними перепису 2001 року:
| Мова       | Кількість | Відсоток |
| ---------- | --------- | -------- |
| українська | 1010      | 97.49%   |
| російська  | 23        | 2.21%    |
| білоруська | 1         | 0.10%    |
| болгарська | 1         | 0.10%    |
| румунська  | 1         | 0.10%    |
| Усього     | 1036      | 100%     |

## Пам'ятки
- церква Різдва Пресвятої Богородиці (1920, ПЦУ).

### Храм Різдва Іоанна Предтечі
У 2007 році в селі була зареєстрована релігійна громада Української православної церкви Московського патріархату. У травні 2009 року освятили закладений камінь і хрест на місці будівництва храму Різдва Іоанна Предтечі. Наріжний камінь для нового храму, фрагмент лаврської галереї, був привезений із Свято-Успенської Почаївської Лаври. Місце для будівництва храму, на власній присадибній ділянці, пожертвувала жителька села Великий Кунинець Обезюк Антоніна Сергіївна. Настоятель храму ієрей Олександр Марценюк.
Споруджено:
- пам'ятник полеглим у німецько-радянській війні воїнам-односельцям (1967; скульптор В. Афонічев).

## Соціальна сфера
Діють загальноосвітня школа І-ІІ ступенів, Будинок культури, бібліотека, ФАП, відділення зв'язку.

### Великокунинецька ЗОШ I—II ступенів
В 1937 році побудована в нашому селі школа, яка існує і до цього часу. Підрядчик, який почав будувати школу зробив фундамент на двохповерхову. Добудувати її перебив початок війни. Так і залишилася школа одноповерховою.
Після закінчення війни в село були направлені вчителі зі східних областей України для роботи в школі. Молодими дівчатами приїхали працювати в школу Мороз Ніна Лук'янівна, Скоробагата Зінаїда Дмитрівна, Канюка Олександра Іванівна, Черниченко Лукерія Маркіянівна. Три перші вчительки знайшли свою долю в нашому селі, живуть і по цей час, мають дітей виростили вже внуків.
У нашій школі вивчилося вже багато поколінь жителів села. У 2012 році школа святкувала 75-річний ювілей. Зараз Великокунинецьку ЗОШ I—II ступенів відвідують 116 учнів, яких навчають 16 вчителів на чолі з директором Ліберним Василем Степановичем. Обов'язки завуча школи виконує Мокрицька Лариса Анатоліївна.
У нашому закладі функціонує 9 класних приміщень, спортивний зал, бібліотека, фізична і хімічна лабораторії, працює їдальна. У школі обладнані кабінети математики, хімії і біології, фізики, географії, майстерня по дереву і металу, інформатики. Усі приміщення світлі і просторі, мають естетичний вигляд, забезпечені шкільними меблями, відповідають санітарно-гігієнічним вимогам. Школа підключена до мережі Інтернет.

## Люди
- Гонтарук Любов Романівна (народилася 1947 в Великому Кунинці) — поетеса, прозаїк, перекладач, педагог. Автор поезій «Джерело», «Білий День», «Сім хвилин», «Подив», «Над Гнізною», «Вибране», «Червоний кінь» та інші
- Николишин Володимир Олексійович – референт СБ Тернопільського окружного проводу ОУН, лицар Срібного хреста заслуги УПА. Загинув поблизу села.